# Cheonnyeon-yeowoo Yeowoobi
Cheonnyeon-yeowoo Yeowoobi (hangul: 천년여우 여우비; rr: Cheonnyeon-yeowoo Yeowoobi; bra: Yobi, a Raposa de Cinco Caudas) é um filme de animação sul-coreano de 2007 de Lee Sung-gang, diretor de Mari Iyagi. O filme baseia-se vagamente nos contos folclóricos coreanos do kumiho.

## Elenco de voz
- Son Ye-jin - Yobi
- Ryu Deok-hwan - Hwang Geum-ee
- Choi do-yeong - Joo-Hee
- Jeong Ok-Joo - Jung Jong-ee
- Gong Hyung-jin - Kang
- Lee Jong-goo - O Caçador de Raposas
- Kim So-hyeong - Sr. Shadow / Capitão Yo
- Lee hyang-sook - Espírito da Floresta
- Lee hyun-joo - Naughty Yo
- Sa Seong-ung - Jumbo Yo
- Seo Yun-seok - Chubby Yo / Sambaba
- Choi Moon-ja - Hairy Yo / Sambaba
- Lee Sun-ho - Tiny Yo
- Chae Eui-jin - Sambaba